# Society for Psychical Research

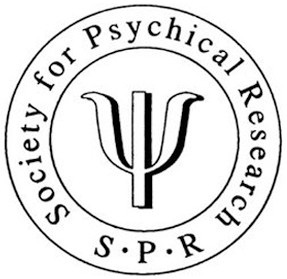
Logo.

De Britse Society for Psychical Research is een vereniging die als doel heeft het op wetenschappelijke en onpartijdige wijze onderzoek doen naar paranormale gebeurtenissen en verschijnselen. Ze werd in 1882 opgericht. Tegenwoordig zet de vereniging haar werk nog steeds voort. 

## Geschiedenis
Op 31 maart 1848 kregen de zusjes Fox in Hydesville, New York, via klopgeluiden 'contact' met een geest. Zij joegen hun moeder, en later de buren, de stuipen op het lijf met deze uit de hand gelopen grap: eerst met een appel die zij lieten stuiteren, daarna door met hun tenen te knakken. Doordat de gebeurtenissen in Hydesville in de publiciteit kwamen, kreeg het onderwerp brede interesse en werd spiritisme een rage. Deze rage bereikte Europa en sterke verhalen over figuren zoals medium Daniel Dunglas Home, deden snel de ronde. Spiritistische mediums schoten als paddenstoelen uit de grond. Snel bleek dat de eerlijkheid en de betrouwbaarheid van deze mediums nogal twijfelachtig was.
Door een aantal personen uit de literaire en wetenschappelijke wereld werd besloten een vereniging op te richten om, zonder vooroordeel en in de geest van de wetenschap, onderzoek te verrichten naar onverklaarbare verschijnselen en gebeurtenissen. De eerste leden van de Society for Psychical Research waren o.a. Arthur Balfour, Frederic William Henry Myers, Henry Sidgwick, William Fletcher Barrett en Oliver Lodge. Ook overtuigde spiritisten werden lid.
Zes onderzoekscommissies werden in het leven geroepen om een grondige studie uit te voeren voor elk van de volgende fenomenen:
- gedachtelezen (telepathie),
- mesmerisme (hypnose),
- Reichenbachverschijnselen (de bewering van sommige sensitieve mensen dat ze een soort "aura" konden zien aan de polen van magneten),
- geestesverschijningen en spookhuizen,
- fysische verschijnselen bij mediums (psychokinese),
- literair-historisch onderzoek over deze onderwerpen.

De vereniging telde zowel spiritisten als niet-spiritisten onder haar leden. Het echte werk in de praktijk werd bijna uitsluitend door de niet-spiritisten uitgevoerd. Voor de vereniging was het duidelijk dat het zeer moeilijk was om het kaf van het koren te scheiden. De ontmaskeringen van geliefde mediums werd niet in dank afgenomen en vele spiritisten verlieten dan ook de vereniging. Het onderzoek ging toch door, ondanks de vele teleurstellingen. 
Bij de pionierstijd van de Society for Phychical Research waren o.a. de volgende personen betrokken:
- Edmund Gurney
- F. Podmore
- Frederic William Henry Myers
- William Crookes
- Henry Sidgwick.

Lijvige boekdelen met hun bevindingen werden gepubliceerd, zoals Phantasms of the Living en Human Personality and Its Survival of Bodily Death.
Beroemde of beruchte resultaten van het onderzoek, eind 19e eeuw - begin 20e eeuw, waren:
- het onderzoek van R. Hodgson naar L. Piper
- het onderzoek van R. Hodgson naar H.P.Blavatsky: het zgn. Hodgson Rapport, later weerlegd door het Vernon Harrison Rapport.
- het onderzoek van de seances met Eusapia Palladino,
- het onderzoek van de ectoplasma's van M. Crandon en Eva C.

Om de wetenschappelijke benadering van occulte verschijnselen aan te duiden, werd in die periode de term parapsychologie geïntroduceerd door Max Dessoir. Onder de onderzoekers werd duidelijk dat het overtuigende bewijs dat deze fenomenen wetenschappelijk aanvaardbaar zou maken nog niet in zicht was.

## Buitenland
Het Britse initiatief kende navolging in de verenigingen:
- American Society for Psychical Research, opgericht in 1885
- Institut Métapsychique International (Frankrijk), opgericht in 1919
- Studievereeniging voor Psychical Research, opgericht in 1920
- Scottish Society for Psychical Research, opgericht in 1997